# Marumba timora
Marumba timora är en fjärilsart som beskrevs av Rothschild och Jordan 1903. Marumba timora ingår i släktet Marumba och familjen svärmare. Inga underarter finns listade i Catalogue of Life.